# Zhong Ren
Zhòng Rén (cinese: 外丙; nome alla nascita: Zǐ Yōng, Chinese: 子庸; fl. XVII secolo a.C.) è tradizionalmente considerato un re cinese della dinastia Shang.
Sima Qian, nelle Memorie di uno storico, lo elenca come terzo re Shang, succeduto al padre il re Tang (唐) e al fratello maggiore Wai Bing (外丙). Suo primo ministro fu Yi Yin (伊尹). La sua capitale era  Bo (亳). Regnò per 4 anni e alla morte gli succedette il nipote Tai Jia (太甲).
Gli ossi oracolari rinvenuti a Yinxu non lo citano fra i re della dinastia Shang ed anche recenti prove archeologiche hanno messo in dubbio la sua esistenza come monarca.